# Bill Hajt
William Albert Hajt (* 18. November 1951 in Radisson, Saskatchewan) ist ein ehemaliger kanadischer Eishockeyspieler, der im Verlauf seiner aktiven Karriere zwischen 1967 und 1987 unter anderem 934 Spiele für die Buffalo Sabres in der National Hockey League auf der Position des Verteidigers bestritten hat. Sein Sohn Chris Hajt war ebenfalls professioneller Eishockeyspieler.

## Karriere
Hajt begann seine Juniorenkarriere bei den Saskatoon Blades, für die er zwischen 1967 und 1971 in der Western Canada Hockey League spielte. Der Verteidiger steigerte seine Punktausbeute in vier aufeinander folgenden Spieljahren von anfangs 14 auf schließlich 72 Scorerpunkte. Dies führte dazu, dass er im NHL Amateur Draft 1971 in der dritten Runde an 33. Stelle von den Buffalo Sabres aus der National Hockey League ausgewählt wurde.
Obwohl er nach der Saison 1970/71 den Juniorenbereich verlassen hatte, konnte Hajt sich über den Sommer 1971 hinweg nicht auf einen Vertrag mit den Buffalo Sabres einigen. Da auch während der laufenden Spielzeit keine Einigung zwischen beiden Parteien erzielt worden war, setzte der Kanadier das gesamte Spieljahr 1971/72 mit dem Eishockey aus. Erst zur Saison 1972/73 unterzeichnete der Abwehrspieler einen Vertrag im Franchise der Sabres und kam für deren Farmteam, die Cincinnati Swords, in der American Hockey League zum Einsatz. Mit 35 Punkten in 69 Einsätzen wusste Hajt in seiner Rookiesaison zu überzeugen und feierte am Saisonende den Gewinn des Calder Cups mit den Swords. Für Cincinnati lief er – mit der Ausnahme von seinen ersten sechs Spielen für Buffalo in der NHL – auch in der Spielzeit 1973/74 auf.
Erst zur Saison 1974/75 erhielt der Defensivakteur einen Stammplatz im Kader Buffalos. Er überzeugte mit 29 Scorerpunkten in 76 Spielen – die beste Saisonbilanz seiner Karriere – und erreichte im Verlauf der Stanley-Cup-Playoffs 1975 mit den Sabres das Finale um den Stanley Cup. Dort unterlag das Team den Philadelphia Flyers. In den folgenden Jahren entwickelte sich Hajt zu einem unverzichtbaren Spieler im Abwehrverbund Buffalos, der in seinen 13 Spielzeiten nur einmal eine negative Plus/Minus-Bilanz aufwies. Insgesamt spielte er bis zum Ende der Saison 1986/87 für die Sabres, ehe er nach einer Vielzahl von Verletzungen seine Karriere im Sommer 1987 im Alter von 35 Jahren beendete.

## Erfolge und Auszeichnungen
- 1973 Calder-Cup-Gewinn mit den Cincinnati Swords

## Karrierestatistik
(Legende zur Spielerstatistik: Sp oder GP = absolvierte Spiele; T oder G = erzielte Tore; V oder A = erzielte Assists; Pkt oder Pts = erzielte Scorerpunkte; SM oder PIM = erhaltene Strafminuten; +/− = Plus/Minus-Bilanz; PP = erzielte Überzahltore; SH = erzielte Unterzahltore; GW = erzielte Siegtore; 1 Play-downs/Relegation; Kursiv: Statistik nicht vollständig)